# Hecatera flavicinctaminor
Hecatera flavicinctaminor là một loài bướm đêm trong họ Noctuidae.